# Hugo (nhượng quyền thương mại)
Hugo (Skærmtrolden Hugo trong tiếng Đan Mạch, có nghĩa là "Hugo the Screen-Troll") là một nhượng quyền truyền thông được tạo ra bởi Interactive Television Entertainment (sau này là ITE Media) của Đan Mạch vào năm 1990 với mục đích truyền hình tương tác dành cho trẻ em. Dựa trên nhân vật hư cấu của Hugo, một quỷ lùn trong văn hóa dân gian Scandinavia thân thiện, tham gia vào cuộc xung đột chống lại một phù thủy độc ác, thường là để cứu gia đình  của anh. Kể từ khi ra mắt vào năm 1990, chương trình truyền hình Hugo đã được phát sóng ở hơn 40 quốc gia, tạo ra hàng loạt trò chơi điện tử cho nhiều thể loại khác nhau nền tảng. Hugo sản sinh ra các loại hàng hóa khác, bao gồm cả các tạp chí chuyên dụng. Tính đến năm 2012, phần thương mại của nhượng quyền thương mại chủ yếu bao gồm các trò chơi di động được phát hành bởi Hugo Games của Đan Mạch (được đổi tên thành 5th Planet Games vào năm 2018).

## Bối cảnh và nhân vật
Lấy bối cảnh trong một vũ trụ giả tưởng đương đại bằng hoạt hình. Nhân vật chính của chương trình/loạt trò chơi Hugo là một con quỷ lùn cao một mét sống trong "Khu rừng quỷ lùn" nằm ở đâu đó ở Scandinavia. Gia đình của Hugo bao gồm người vợ yêu quý Hugolina (Hugoline trong phiên bản gốc tiếng Đan Mạch) và ba đứa con của họ là Rit (TrolleRit), Rat (TrolleRat) và Rut (TrolleRut). Nhân vật phản diện chính của họ là Scylla độc ác (Afskylia, được đặt tên khác trong một số phiên bản địa phương như Hexana trong tiếng Đức), một phù thủy cổ xưa và độc ác có mối hận thù với loài quỷ lùn từ nhiều thế kỷ trước và Hugo luôn cản đường cô.  Scylla thường bắt cóc gia đình Hugo vì cô cần sự hiện diện của họ để khôi phục và giữ lại tuổi trẻ cũng như vẻ đẹp của chính mình do một lời nguyền, và sử dụng phép thuật và tay sai của mình cũng như nhiều cạm bẫy khác nhau để ngăn Hugo giải cứu gia đình anh hoặc phá vỡ những âm mưu khác của cô. Các nhân vật được thêm vào sau này hầu hết là những sinh vật không phải con người và động vật nhân hình, bao gồm cả bạn bè của Hugo (chẳng hạn như chú chim toucan Fernando và con tinh tinh Jean Paul ở Đảo Jungle) và nhiều kẻ thù khác của Hugo (đặc biệt là những kẻ trung thành nhưng ngu ngốc của Scylla). Tay sai Don Croco dẫn đầu đội quân cá sấu hình người trên Đảo Jungle để bảo vệ tình nhân của mình và giúp cô đàn áp người Kikurian, một bộ tộc nguyên thủy gồm các sinh vật bản địa trên đảo). Tất cả những điều này được trình bày một cách hài hước, mặc định phù hợp với trẻ em từ 4–14 tuổi. Ivan Sølvason - người sáng tạo Hugo chia sẻ rằng thông điệp dự định của chương trình là dạy trẻ em cách bảo vệ gia đình mình bằng bất cứ giá nào, bao gồm cả việc mạo hiểm tính mạng để cứu họ nếu cần.
Một số trò chơi điện tử sau này và các phiên bản chuyển thể khác đã loại bỏ mô típ bắt cóc Hugolina thông thường, khiến Scylla mặc định xinh đẹp nhưng vẫn độc ác hơn bao giờ hết.  Trong câu chuyện của họ, Scylla thường tìm cách đích thân trả thù Hugo hoặc thậm chí cố gắng tiêu diệt bọn quỷ lùn khắp nơi một lần và mãi mãi, gây ra những trò nghịch ngợm khác như tấn công ông già Noel, người bạn cũ của Hugo trong phiên bản trò chơi dịp lễ Giáng sinh, hoặc tìm kiếm sức mạnh tối thượng để chiếm lấy thế giới, và một số người thậm chí còn bỏ Scylla làm nhân vật hoàn toàn. Vào năm 2001, một nhân vật kẻ thù nhỏ hải ly đã nhận được chương trình phụ của riêng mình, có tựa đề Stinky & Stomper. Trong phần khởi động lại khoa học viễn tưởng năm 2005 có tựa đề Đặc vụ Hugo, Hugo đã trở thành James Bond - nhại đặc vụ tương lai với tư cách là nhân viên của tổ chức gián điệp chống tội phạm R.I.S.K. để chiến đấu chống lại kẻ thù công nghệ cao như các nhà khoa học điên cuồng và người máy.

## Lịch sử
Ý tưởng về một chương trình truyền hình trò chơi tương tác được hình thành vào năm 1987 bởi Ivan Sølvason, người sáng lập studio trò chơi điện tử ban đầu rất nhỏ SilverRock Productions và cựu tổng biên tập của Oberoende Computer, cũng là người tạo ra chương trình truyền hình tương tác OsWALD được thực hiện cho Nordisk Film trên TV 2 vào năm 1988, và Niels Krogh Mortensen, một họa sĩ hoạt hình. Công ty nhỏ SilverRock Productions của Sølvason, sau này được đổi tên thành Interactive Television Entertainment (ITE) ApS vào năm 1992, đã phát triển nhân vật Hugo cũng như hệ thống phần cứng máy tính được thiết kế riêng, được chỉ định để chuyển đổi tín hiệu điện thoại DTMF thành điều khiển từ xa các nhân vật trong trò chơi và cho phép khán giả tương tác với hành động trên TV mà không bị chậm trễ. Sølvason và Krogh Mortensen đã tạo ra khái niệm "Hugo the TV troll" và chương trình truyền hình Hugo đầu tiên được lên sóng vào tháng 9 năm 1990. Since the show's second season, the player's objective has been usually to help Hugo free his wife and children from Scylla's captivity. Kể từ mùa thứ hai của chương trình, mục tiêu của người chơi thường là giúp Hugo giải thoát vợ con khỏi sự giam cầm của Scylla.  Hugo phải trải qua một trong những môi trường trò chơi khác nhau trước khi đến được một trong những hang ổ của Scylla, tránh nhiều bẫy và những nguy hiểm khác trong khi thu thập vàng trên đường đi. Sau khi kết thúc trò chơi, họ sẽ nhận được phần thưởng theo điểm số trò chơi đạt được, dựa trên thành tích của người đó trong kịch bản chính nhưng phụ thuộc rất nhiều vào việc Hugo đã thể hiện tốt như thế nào trong nhiệm vụ cuối cùng và hoàn toàn dựa trên may mắn của mình để giải cứu gia đình mình, với phần thưởng đặc biệt khi bắt được Scylla.
Hugo được sáng tạo bởi Krogh Mortensen khi anh đang đạp xe tới nhà bà ngoại từ Hellerup đến Gladsaxe vào mùa xuân năm 1990. Nhân vật Hugo ban đầu được cho là có tên Max, nhưng nhà sản xuất Eleva2ren, là John Berger nhất quyết lấy tên Hugo và buộc ITE phải đổi tên và logo khoảng một tuần trước khi công chiếu. Tên mới gây ra vấn đề về nhãn hiệu vì nó đã được Hugo Boss đăng ký ở hầu hết các nước Châu Âu, trong khi ITE A/S lần đầu tiên được đăng ký ở Đan Mạch và Bồ Đào Nha và có khả năng ngăn cản Hugo Boss tung ra bất kỳ sản phẩm nào tại các thị trường này. Cuối cùng, cả hai công ty đã đạt được thỏa thuận cùng tồn tại với sự giúp đỡ của luật sư nội bộ Nina Wium của ITE.  ITE cũng đấu tranh hết mình chống lại mọi nỗ lực lạm dụng "danh tiếng và danh tiếng tốt" của Hugo, dẫn đến hơn 170 vụ kiện chống lại các nhà sản xuất và quảng cáo tại Đan Mạch.
Các chương trình đã được được cấp phép trong hơn 40 (43 vào năm 2007) chương trình truyền hình trên khắp thế giới, được điều chỉnh cho phù hợp với từng thị trường. Nhiều trong số hơn nửa tỷ khán giả tin rằng chương trình này có nguồn gốc từ đất nước của họ, vì Hugo chỉ nói tiếng Đan Mạch ở Đan Mạch. Đến năm 1994, tờ Datormagazin của Thụy Điển đã so sánh mức độ phổ biến ở Châu Âu của Hugo, với việc nó chuyển sang lĩnh vực buôn bán, với mức độ phổ biến của Ninja Turtles. Trên kênh kabel eins bằng tiếng Đức, cũng có một chương trình phụ có tựa đề Hexana-Schloss ("Lâu đài [Scylla's] của Hexana"). Một chương trình cao cấp hơn Hugo: Jungle Island (Hugo Vulkanøen) ra mắt vào tháng 1 năm 1999. ra mắt vào tháng 1 năm 1999.
Một số mặt hàng Hugo của Đan Mạch được phát hành độc quyền cho fanclub Den Faktyrlige Bogklub (Câu lạc bộ sách của Hugo), được thành lập với sự hợp tác của nhà xuất bản Carlsen Verlag của Đan Mạch vào năm 1999. Một công viên giải trí Hugo "khổng lồ" cũng đã được phê duyệt vào khoảng năm 2000.
Lúc đầu, Niels Krogh Mortensen thực hiện tất cả đồ họa và hoạt ảnh bằng cách sử dụng Deluxe Paint trên máy tính Amiga. Anh trai của ông là Lars Krogh Mortensen sau này đã hỗ trợ ông. Sau đó họ được tham gia bởi Torben B. Larsen, Jonas Fromm, Claus Friese, Anders Morgenthaler, Jakob Steffensen, Jonas Raagaard, Stephen Meldal Foged, Martin Ciborowski, Ulla Gram Larsen, và nhiều họa sĩ 2D, 3D khác. Cuối cùng, hơn 100 người đang làm việc để phát triển Hugo cho ITE. Niels Krogh Mortensen đã làm việc cho Hugo từ năm 1990 đến năm 1998. Trong thời gian này anh thường chỉ đạo và quản lý các dự án, anh cũng tạo bảng phân cảnh và vẽ đồ họa. Anh em Krogh Mortensen và Jakob Steffensen rời ITE vào năm 1997 và thành lập công ty riêng của họ, Krogh Mortensen Animation A/S (KMA). KMA sau đó đã được ký hợp đồng để làm hoạt hình cho một số trò chơi Hugo về sau.
Năm 2002, Sølvason bán ITE cho Olicom A/S, Olicom sau đó đã đầu tư 22 triệu USD vào công ty, giảm 1/3 số nhân viên của ITE xuống còn 60 nhân viên và cố gắng mở rộng hơn nữa sang thị trường Hoa Kỳ, Anh và Châu Á. Olicom lần lượt bán ITE vào năm 2006, lúc đó chỉ có 35 nhân viên, đến NDS Group, nơi trở thành NDS của Đan Mạch.
Bản quyền Hugo đã được mua lại bởi nhà phát hành trò chơi Đan Mạch Krea Medie A/S, một phần của công ty truyền thông Kraemedie. Vào tháng 10 năm 2012, Chủ sở hữu mới của Hugo, Henrik Kølle tuyên bố rằng: "Hugo Games A/S rất vui vì các quốc gia  Hugo  truyền thống, nơi Hugo được phát sóng vào những năm 90, vẫn yêu thích Hugo và dường như không thể có đủ. [...] Angry Birds đã chỉ đường cho chúng tôi đến đây, vì vậy hiện tại chúng tôi đang nỗ lực thực hiện, cùng với những thứ khác, một dự án phim, các thỏa thuận cấp phép thú vị về đồ chơi và cuối cùng chúng tôi hy vọng sẽ phát hành một trò chơi Hugo khác vào mùa hè năm 2013." Vào ngày 28 tháng 11 năm 2012, Krea Medie được Egmont Group mua lại, nhưng Hugo Games và các quyền đối với Hugo không nằm trong thỏa thuận mua bán với Egmont. Một chương trình truyền hình trực tiếp Hugo mới có thể đã được tiết lộ vào tháng 7 năm 2014. Hugo Games được sở hữu và quản lý bởi Henry Mallet, được định giá 56 triệu DKK và tạo ra thu nhập hàng năm khoảng 10 triệu DKK theo ước tính vào tháng 9 năm 2014 khi công ty được niêm yết để đầu tư với tên HUGO NewHold ApS.

## Trò chơi điện tử chuyển thể

### Các trò chơi của ITE
Niels Krogh Mortensen và anh trai Lars đã đạo diễn cho hơn 30 trò chơi Hugo và bán được hơn 10 triệu bản, trong đó có hơn ba triệu chỉ riêng ở Đức. Trò chơi được phát hành cho nhiều nền tảng, bao gồm máy tính cá nhân, máy chơi game và điện thoại di động. Hầu hết các tựa là tổng hợp trò chơi platform hoặc minigame, nhưng cũng có một số trò chơi giáo dục. Trong những trò chơi đầu tiên, Hugo cố gắng giải thoát gia đình mình khỏi mụ phù thủy Scylla trong những tình huống quen thuộc giống như trong chương trình truyền hình.  Trong các trò chơi sau này, Hugo ngăn chặn những âm mưu trả thù phức tạp hơn của Scylla chống lại lũ quỷ và âm mưu nhằm đạt được sức mạnh ma thuật tối cao, và một số trò chơi hoàn toàn không có sự góp mặt của cô. Trong một số trò chơi, các thành viên trong gia đình của Hugo (thường cũng để ngăn cản Scylla), bạn bè của anh hoặc đôi khi thậm chí là kẻ thù của họ (trong trò chơi nhiều người chơi) được coi là nhân vật có thể chơi được ngoài hoặc thay vì Hugo. Không giống như những phần dựa trực tiếp trên chương trình truyền hình, bị giới hạn ở bối cảnh đã thiết lập, các mục khác trong loạt trò chơi Hugo có các thành viên trong gia đình Hugo đến thăm nhiều địa điểm trong thế giới thực và giả tưởng khác nhau.
Trò chơi đầu tiên trong loạt trò chơi Hugo dài kỳ được tạo ra vào năm 1991 cho Commodore 64, tiếp theo là các trò chơi dành cho Amiga, PC (DOS và Microsoft Windows), Game Boy và PlayStation. Ngoài ra còn có rất nhiều trò chơi trình duyệt nhỏ, trò chơi trình duyệt đầu tiên được phát hành vào năm 1996. Trò chơi nền tảng 3D đầu tiên (Hugo: Quest for the Sunstones) được ra mắt vào năm 2000. Bắt đầu từ năm 2005, Hugo đã được khởi động lại hoàn toàn với tên gọi Agent Hugo, hoàn chỉnh với một loạt bốn trò chơi hành động 3D mới. Các nhà phân phối và đối tác bao gồm Egmont Interactive, Electronic Arts và Namco; ở Thổ Nhĩ Kỳ, một số trò chơi đã được ra mắt bởi tờ báo Hürriyet.

### Các trò chơi về sau
Năm 2009, nhà phát hành mới Krea Medie phát hành phiên bản khởi động lại hoàn chỉnh có tựa là Hugo – Magic in the Trollwoods (Hugo – Magi i Troldeskoven) không có mối liên hệ nào với bất kỳ nhân vật nào trong chương trình Hugo hay loạt phim Agent Hugo, trong đó quỷ lùn Hugo là một ảo thuật gia tập sự. Đã trở thành trò chơi duy nhất được liệt kê trên trang web chính thức của trò chơi, tất cả nội dung trước đó đã bị xóa hoàn toàn.
Tuy nhiên vào năm 2010, Krea đã phát hành một chương trình tạo trò chơi có phiên bản gốc của Hugo và các nhân vật cổ điển khác. Năm 2011, chủ sở hữu mới của công ty Henrik Kølle cho biết ông hy vọng rằng việc phát hành một trò chơi điện tử mới sẽ là "một trong nhiều bước thú vị hướng tới sự khởi đầu mới của Hugo như một thương hiệu toàn cầu." Krea dường như đã từ bỏ ý tưởng khởi động lại (đã bị xóa khỏi trang web chính thức) và đã thành công quay trở lại phiên bản gốc của loạt trò chơi với Hugo Retro Mania, bao gồm phiên bản gốc của Hugo và một kịch bản kinh điển về việc giải cứu gia đình anh bị phù thủy Scylla bắt giữ (được đổi tên thành "Sculla" trong phiên bản tiếng Anh). Henrik Kølle của Krea chia sẻ: "Lần đầu tiên kể từ khi mua lại Hugo, [Krea Medie] đã phát triển một dự án phù hợp với Hugo". Nhiệm vụ phát triển trò chơi mới được giao cho studio Hugo Games A/S được thành lập đặc biệt. Một trò chơi năm 2015 có tựa là Ronaldo & Hugo: Superstar Skaters có sự tham gia của cầu thủ bóng đá hàng đầu Cristiano Ronaldo. Hugo Games sau đó đã mua lại nhà phát triển Fuzzy-Frog Games vào năm 2017 và đổi tên thành 5th Planet Games, trong vài năm tập trung vào việc tạo các trò chơi slot trực tuyến dựa trên các nhân vật của Hugo và kịch bản cổ điển.

## Dự án phim chuyển thể

### Hugo and the Diamond Moon
Một bộ phim hoạt hình CGI bị hủy bỏ có tựa đề Hugo and the Diamond Moon đã được lên kế hoạch vào năm 1999 và phát hành vào cuối năm 2002. Kinh phí của nó được đặt vào khoảng 100 triệu DKK vào thời điểm đó lên tới 12–20 triệu USD. Nó được viết và dự kiến sẽ được đạo diễn bởi nhà làm phim hoạt hình và nhạc sĩ kỳ cựu của Disney và Pixar - Jørgen Klubien, và được lên kịch bản với hơn 8.000 bản phác thảo của Frank Madsen, Jørgen Klubien, Mike Cachuela và Mads Themberg.  David Filskov, người đã làm hiệu ứng âm thanh cho Hugo trong nhiều năm, cũng có mặt trong dự án phim. Theo Giám đốc điều hành của ITE là Jesper Helbrandt, họ đã muốn làm một bộ phim hoạt hình Hugo trong nhiều năm. Theo kế hoạch, việc phát hành bộ phim sẽ đi kèm với một loạt sản phẩm đi kèm bao gồm đĩa nhạc phim, đồ chơi và trò chơi điện tử.
Trong phim, Hugo và ông nội được cho là sẽ "du hành tới mặt trăng kim cương" và kịch bản cho thấy Hugo chiến đấu với Scylla trong không gian. Tiền đề của cốt truyện được Helbrandt mô tả như sau: "Afskyelia [Scylla] đã tìm ra cách để đe dọa Hugo và những người bạn trong rừng của anh ta. Vì vậy, Hugo phải làm điều gì đó, và khi anh ta phát hiện ra một mặt trăng đằng sau mặt trăng mà chúng ta biết ngày nay, anh ta sẽ đặt  Afskyelia đuổi theo anh ta. Nhưng tôi hứa với bạn rằng, thật không may cho cô ấy, câu chuyện sẽ kết thúc có hậu."
Tiền đề cốt truyện cơ bản của bộ phim giống với trò chơi giáo dục Hugo in Space,  được phát hành năm 2003, một năm sau ngày phát hành dự kiến của bộ phim. Trong trò chơi này, cô dự định khai thác những viên kim cương đen ma thuật quý hiếm (được giới thiệu lần đầu trong một trò chơi hành động Hugo: Black Diamond Fever vào năm 2002) từ lõi của một tiểu hành tinh và trở thành phù thủy quyền năng nhất mọi thời đại, vì vậy Hugo và những đứa con của anh đuổi theo Scylla trên khắp Thái Dương hệ để tiêu diệt cô trước khi quá muộn.

### Hugo – The World's Worst Comeback
Một phim CGI khác của Einstein Film (Ronal the Barbarian) và Anima Vitae (The Flight Before Christmas, Little Brother, Big Trouble: A Christmas Adventure) được công bố chính thức khi đoạn giới thiệu teaser bộ phim được đăng tải vào ngày 20 tháng 2 năm 2013. Phim do Petteri Pasanen và Trine Heidegaard sản xuất, Philip Einstein Lipski và Mikko Pitkänen đạo diễn, và được viết bởi Tim John và Timo Turunen. Quỹ điện ảnh Phần Lan SES tài trợ 50.000 Euro cho dự án. Cũng được hỗ trợ phát triển từ Creative Europe. Bộ phim dự kiến bắt đầu sản xuất vào năm 2014 và dự kiến phát hành vào năm 2016, tuy nhiên sau đó đã bị hủy bỏ một cách lặng lẽ.
Tiền đề cốt truyện của bộ phim như sau: "Hugo, một cựu ngôi sao chương trình trò chơi truyền hình, hiện là người gác cổng khách sạn và là ông bố đơn thân, bị dụ dỗ quay trở lại. Con gái của ông, lần đầu tiên bị mê hoặc bởi một ông bố nổi tiếng, nhanh chóng nhận ra mình bị bỏ rơi và phải đưa bố cô trở về nhà tham gia chương trình mới của Hugo. Trong khi đó, kẻ thù cũ của Hugo, tên quỷ núi Fredo, đã đánh cắp vị trí của Hugo trong chương trình. Con gái của Hugo cuối cùng phải chiến đấu với tên quỷ núi hung hãn cải trang thành bố cô trên truyền hình trực tiếp, buộc Hugo phải thực hiện nhiệm vụ cuối cùng của mình: làm thế nào để thoát khỏi danh tiếng và cứu con gái mình." Scylla cũng được cho là sẽ tham gia vào bộ phim.

## Phim spin-off về sân khấu và truyền hình

### Chương trình sân khấu
Năm 1996, vở nhạc kịch The Magical Kingdom of Hugo (הממלכה הקסומה של הוגו) được trình diễn ở Tel Aviv, Israel, kể câu chuyện về một nhóm trẻ em bị phù thủy Griselda (גריזלדה, tên bằng tiếng Israel của Scylla) triệu hồi trực tiếp đến Trollandia - thế giới của Hugo. Bản ghi âm của vở nhạc kịch cũng được phát hành thương mại trên VHS vào năm 1997, và một đĩa CD gồm các bài hát trong vở nhạc kịch cũng đã được phát hành.
Một chương trình biểu diễn sân khấu tương tác của Thổ Nhĩ Kỳ dành cho trẻ em từ 3–6 tuổi có tên là Hugo ve Tolga Abi Cadı Sila`ya Karşı (Hugo và Tolga chống lại phù thủy Scylla) được chiếu ở Istanbul năm 2004–2005, do Recep Özgür Dereli đạo diễn. Trong đó, Scylla (Sila) do Eda Özdemir thủ vai và Don Croco (Donkroko) giăng bẫy mới cho Hugo và gia đình anh.

### Hugo Safari
Loạt phim tài liệu hoạt hình dành cho trẻ em có tên Hugo Safari được sản xuất năm 1999–2000, do Elsa Søby đạo diễn. Phim tài liệu gồm ba phần, mỗi phần có bảy tập. Bộ phim tài liệu này đã được phát sóng ở một số quốc gia và cũng đã được ITE phát hành trên các phương tiện truyền thông gia đình trên đĩa DVD. Krae sau đó đã phát hành một số tập miễn phí trên Internet và những kênh khác để mua dưới dạng ứng dụng iPhone/iPad.

## Phương tiện truyền thông khác

### Tạp chí
Các nhân vật của Hugo cũng là chủ đề của một số tạp chí chuyên dụng định kỳ, bao gồm Hugo Magazin / Hugo News ở Đức (1999–2003), A jugar con Hugo ở Argentina (1995–2006), Haftalık Hugo và Hugo Çocuk Dergisi ở Thổ Nhĩ Kỳ và Świat Przygód z Hugo ở Ba Lan (2003–2010, cùng với tạp chí phụ về sách tô màu Baw Się i Koloruj z Hugo).

### Âm nhạc
Bốn album nhạc gốc của Đan Mạch (chủ yếu là dance và hip hop) đã được phát hành từ năm 1990 đến năm 1991: Hugo Rap!, Hugo Er En Skærmtroll, Ta Det Bare Roligt và Trolde Rock, tiếp theo là Det`Så Skønt at være Dansker! vào năm 1994. Album từ thiện của nhiều nghệ sĩ khác nhau, DJ Hugo, được phát hành ở Phần Lan vào năm 1993, bao gồm các bài hát của Ace of Base (Young and Proud), của DJ Bobo (Keep on Dancing!) và Double You (Who's Fooling Who).
Nhiều tuyển tập album nhạc gốc và được cấp phép của nhiều nghệ sĩ khác nhau đã được phát hành ở Đức vào giữa những năm 1990. Chúng bao gồm Hugo Rap: Der Song Zur Interaktiven Gameshow (pop rap, 1994) và Hoppla Hugo (euro house, 1995); Hugo & The Witch – I Know It's Heaven (house, progressive trance, garage house, 1995); Hugo feat. Judith: Show me the Way (euro house, 1996); Hugo's Mega Dance (techno, euro house, euro pop, 1994), Hugo's Mega Dance 2 (techno, euro house, happy hardcore, hip hop, 1995), Hugo's Mega Dance '96 (techno, house, euro pop, 1996), Hugo's Mega Dance '96 – Frühlings-Hits (techno, euro house, happy hardcore, hip hop, 1996), Hugo's Mega Dance '96 – Die Dritte (techno, euro house, happy hardcore, hip hop, 1996), Hugo's Mega Dance '97 (techno, euro house, hip hop, synth-pop, 1997), và Hugo's Mega Dance '97 – Frühlings-Hits.
Ở Ba Lan, album nhạc gốc Hugo and Friends Śpiewają Piosenki được phát hành vào năm 2002. Để quảng bá trò chơi điện tử Hugo, nhà phân phối Cenega Poland của Ba Lan của họ đã tổ chức một chuyến lưu diễn hòa nhạc của Hugo cùng với Bartek Wrona của nhóm nhạc nam Just 5.

### Sách và sách nói
Bộ sách Hugo đã bao gồm sách hoạt động và  sách hình dán của Đan Mạch, the latter including picture book Hugo i de afskyelige labyrinter (an adaptation of the original game) và cuốn sau bao gồm cuốn sách ảnh Hugo i de fantastiske labyrinter (chuyển thể từ trò chơi gốc Hugo: Cannon Cruise). Một số bộ ách ở các quốc gia khác bao gồm bộ truyện tranh  Hugo  của Koren Shadmi (Israel), Bộ sách hoạt động  Księga Labiryntów Hugo  của Ba Lan, và một loạt sách nhỏ dành cho trẻ em Trolls Story của Ba Lan. Ngoài ra còn có sách truyện nói (băng cassette sách nói được phát hành cùng với sách thiếu nhi mô phỏng)  Hugo: Cadı Sila'ya Karşı của Thổ Nhĩ Kỳ  và một cuốn sách nói về câu chuyện Giáng sinh Hugo og det Fortryllede Agern ("Hugo and the Enchanted Acorn") của Đan Mạch.

## Hàng hóa đa dạng
Tại Đan Mạch, quê nhà của thương hiệu Hugo, các mặt hàng được ITE cấp phép bao gồm các sản phẩm thực phẩm (chẳng hạn như kem lạnh và kẹo), cũng như nhiều loại hàng hóa khác, bao gồm hai trò chơi với bàn cờ (dựa trên mùa đầu tiên và thứ hai của chương trình), mô hình nhỏ, tranh ghép hình, đồng hồ và ba lô. Thương hiệu Hugo rất được ưa chuộng trong nước, chẳng hạn như đã bán hết hơn 35.000 chiếc khăn tắm trong vài tuần, trong khi nhà máy bánh kẹo Cloetta của Thụy Điển cố gắng tăng thị phần của mình trên thị trường Đan Mạch từ 4 đến 35% trong suốt 18 tháng của chiến dịch cấp phép Hugo. Ngoài ra còn có một máy đánh bạc theo chủ đề Hugo dựa trên kịch bản mỏ vàng.
Việc buôn bán các mặt hàng Hugo ở các quốc gia khác bao gồm băng cassette nhạc và album sticker ở Chile, trò chơi với bàn cờ Hugo ở Thụy Điển, và kể từ đó trở đi. Ở Đức bao gồm các mặt hàng quần áo (áo phông, áo nỉ, áo hoodie, tất), búp bê (Hugo và gia đình của anh), mô hình nhân vật PVC (Hugo, gia đình của anh, Fernando và Scylla), và áp phích. Ở Israel bao gồm ứng dụng trình duyệt Tamahugo, bộ dụng cụ học tập và đồ chơi. Ở Ba Lan, bao gồm nhiều sản phẩm thực phẩm khác nhau (chẳng hạn như thanh sô cô la của Groupe Danone, snack khoai tây của Lorenz Snack-World, và dòng nước ép trái cây của SokPol) và nhiều đĩa CD-ROM khác nhau (âm thanh, đồ họa, minigame). Ở Slovenia bao gồm đồ uống vitamin, trà, áo phông, ghim, kẹo và tranh ghép hình.
Trong sản phẩm đầu tiên của Krea Medie/Hugo Games, Adimex đã phát hành dòng sản phẩm tắm theo chủ đề Hugo Troll Race vào năm 2013. Cùng năm đó, Hugo Games đã đàm phán hợp tác mới với công ty trò chơi Tactic của Bắc Âu để có đầy đủ dòng sản phẩm bao gồm sách tô màu, sách hoạt động, sách hình dán và tranh ghép hình cho Đan Mạch, Phần Lan, Iceland, Na Uy và Thụy Điển ra mắt vào năm 2013 và 2014; the line is based on classic Hugo artworks. Cũng trong năm 2014, bánh quy theo chủ đề Hugo đã được ra mắt bởi Karen Volf của Đan Mạch dựa trên trò chơi mới, và YOUNiik khai trương cửa hàng với thiết kế Hugo. Trò chơi slot theo chủ đề  Hugo  đầu tiên được phát hành vào năm 2016, tiếp theo là nhiều hơn nữa trong những năm tiếp theo.

## Đón nhận

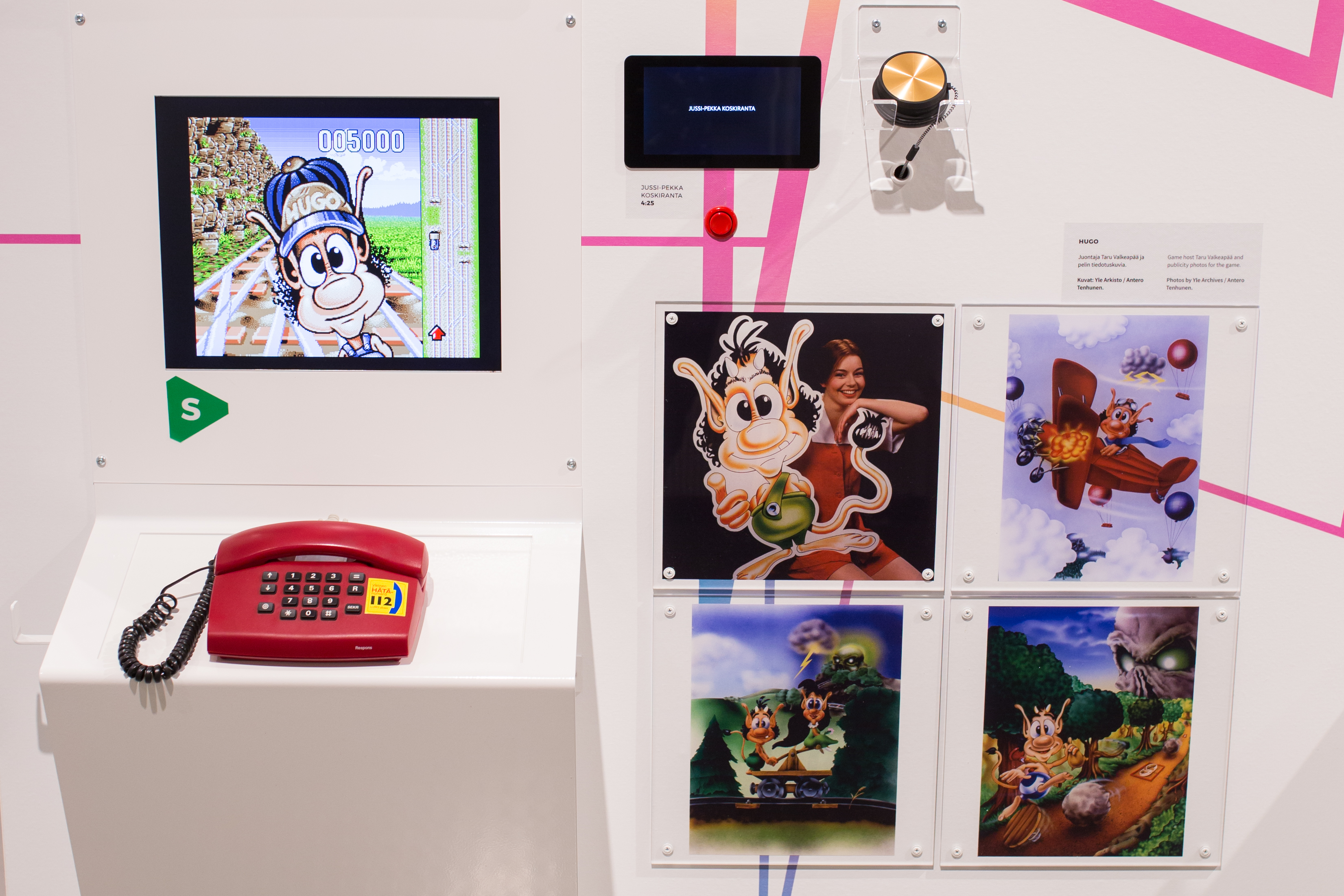
Triển lãm Hugo tại Bảo tàng Trò chơi Phần Lan.

Chương trình đoạt giải chương trình giải trí hay nhất ở 8 quốc gia, trong đó có giải Cáp Vàng cho chương trình thiếu nhi hay nhất năm 1995 ở Đức, danh hiệu chương trình thiếu nhi được đánh giá hay nhất mọi thời đại năm 1996 ở Thụy Điển, giải thưởng Troféu Nova Gente năm 1999 ở Bồ Đào Nha, giải the TV Presenter of the Year award năm 2001 và the Oireachtas TV Personality of the Year ở Ireland năm 2004 và Best Kids Show 2003 tại Martín Fierro Awards của Argentina. Doanh số trò chơi Hugo vượt qua 6 triệu bản vào năm 2001 và 8,5 triệu bản vào năm 2005. Năm 2012, trò chơi di động Hugo Troll Race "đã đánh bại mọi kỷ lục về doanh số trò chơi ở Đan Mạch" với hơn 1 triệu lượt tải xuống trên toàn thế giới chỉ trong ba ngày và là "trò chơi Đan Mạch bán chạy nhất mọi thời đại trên App Store và hiện là ứng dụng được tải xuống nhiều nhất ở 25 quốc gia."

### Ảnh hưởng văn hóa
Năm 2001, một hình nộm Afskylia (Scylla) cao 20 mét đã lọt vào Sách kỷ lục Guinness với tư cách là hình nộm phù thủy lớn nhất từng bị đốt cháy tại lễ hội Sankt Hans (lễ hội Danish Midsummer). Năm 2009, nhượng quyền thương mại Hugo đã được chọn làm phần trung tâm của cuộc triển lãm di sản kỹ thuật số của đất nước tại Thư viện Hoàng gia Đan Mạch. Một thí sinh của Thần tượng âm nhạc Việt Nam - Đức Anh Hugo (tên thật là Lê Đức Anh) đặt biệt danh theo Hugo, cũng như người dẫn chương trình, diễn viên, ca sĩ, doanh nhân người Việt Nam Thanh Vân Hugo (tên thật là Nguyễn Thanh Vân), trong khi biệt danh Simla của nữ ca sĩ Uyên Linh lại bắt nguồn từ tên tiếng Việt của Scylla. Năm 2019, lực lượng cảnh sát Balkan và Europol đã phát động Chiến dịch chống người di cư Hugo/River/Mordana (Mordana là tên của Scylla trong khu vực).